# James Ervin
James Ervin  (* 17. Oktober 1778 im Williamsburg County, South Carolina; † 7. Juli 1841 in Darlington, South Carolina) war ein US-amerikanischer Politiker. von 1817 bis 1821 vertrat er den Bundesstaat South Carolina im US-Repräsentantenhaus.

## Werdegang
James Ervin besuchte bis 1797 das Rhode Island College, die heutige Brown University in Providence. Nach einem anschließenden Jurastudium und seiner im Jahr 1800 erfolgten Zulassung als Rechtsanwalt begann er, in Peedee (South Carolina) in seinem neuen Beruf zu praktizieren. Gleichzeitig begann er als Mitglied der Demokratisch-Republikanischen Partei eine politische Laufbahn. Von 1800 bis 1804 sowie nochmals von 1810 bis 1811 war Ervin Abgeordneter im Repräsentantenhaus von South Carolina. Danach war er von 1804 bis 1816 als Staatsanwalt im nördlichen Gerichtsbezirk seines Staates tätig. Von 1809 bis 1817 fungierte er auch als Kurator des South Carolina College, der späteren University of South Carolina.
1816 wurde er im dritten Wahlbezirk von South Carolina in das US-Repräsentantenhaus in Washington, D.C. gewählt, wo er am 4. März 1817 die Nachfolge von Benjamin Huger antrat. Nach einer Wiederwahl im Jahr 1818 konnte er bis zum 3. März 1821 zwei Legislaturperioden im Kongress absolvieren. 1820 verzichtete Ervin auf eine weitere Kandidatur. In den folgenden Jahren arbeitete er in der Landwirtschaft. Von 1826 bis 1829 saß er im Senat von South Carolina. Im Jahr 1832 war er während der Nullifikationskrise Delegierter auf der Versammlung, die über das weitere Vorgehen South Carolinas in dieser Krise beriet. James Ervin starb am 7. Juli 1841 in Darlington.